# Nedergårdsö
Nedergårdsö är en ö ca två sjömil sydväst om Fjärdlång i Haninge kommun. På öns östsida finns två skyddade vikar varav den norra är djup nog även för stora segelbåtar. På öns västra sida erbjuder öarna Stora och Lilla Krokholmarna ett visst skydd. Söder om Stora Krokholmarna finns en tomt med privat brygga.
En fiskarbonde fanns sedan slutet av 1600-talet på ön. Gården plundrades i samband med rysshärjningarna 1719 men undgick att brännas ned. Ett torp tillhörigt Varnö Nedergård på Ornö uppfördes senare på Nedergårdsö. 1929 köptes ön av Nils Westerdahl.